# Евгемеризм
Евгемери́зм — герменевтична теорія тлумачення міфів, згідно з якою релігія виникла з культу померлих або живих «великих людей». Прихильники евгемеризму вважають, що міфологія і релігія є результатом сакралізації історії. Згідно з цією теорією, боги та інші міфологічні персонажі — це фантастично проінтерпретовані реальні особи, а міфи — трансформовані історичні оповіді. Народжений у добу античності евгемеристичний погляд на міфологію та релігію, переживши розквіт у часи раннього християнства і в добу Середньовіччя, зберігся до нашого часу і справив відчутний уплив на становлення релігієзнавства як науки.
Теорія названа за іменем давньогрецького філософа-утопіста Евгемера (грец. Εὐήμερος), що жив при дворі македонського династа (царя) Кассандра (кінець IV ст. до н. е.). Він написав твір «Святе письмо» (Ιερά άναγραφή), який у латинському перекладі Еннія названо «Священною історією», де й збереглися записи його поглядів. Подібні погляди мали й інші мислителі, але вплив Евгемера виявився найбільшим.

## Історія
«Евгемеричні» погляди можна знайти в попередників Евгемера: Ефора, Геродота, Ксенофана та Гекатея. Раціоналістичні трактування міфів і легенд присутні і в Платона. Він описував як Сократ пояснював легенду про викрадення Орітії богом вітру Бореєм: що вітер скинув Ортію зі скелі і вона розбилася, а в переказах ця подія перетворилася на викрадення. Попри окремі евгемеричні погляди, Сократ висміював концепцію того, що всі міфи можна легко пояснити раціонально. Однак, тривалий вплив Евгемера на пізніших мислителів, таких як Енній, зумовив, що раціоналістичні погляди на міфологію отримали назву саме «евгемеризм».
На погляди Евгемера, можливо, вплинув культ реальних правителів, Александра Македонського та Діона Сиракузького, і приклад Діоніса й Геракла, що в міфах були обоженими людьми. Події, описані в давньогрецькій релігії, він пояснював як прикрашені та перебільшені природні явища та історичні події. Тому його супротивники, особливо Каллімах, вважали Евгемера атеїстом. Евгемеризм прийняли стоїки, такі як Персей Кітіонський. Плутарх наводив приклад раціонального пояснення міфу про мінотавра: чудовисько мінотавр було позашлюбним сином реального царя Міноса. Секст Емпірик стверджував, що давні правителі приписували собі надприродні сили задля тримання підданих у покорі, і отримали шанування як боги.
Книга премудрості Соломона містить раціоналістичні пояснення виникнення ідолів. Люди робили зображення померлих рідних або правителів, які прикрашалися та ставали об'єктами поклоніння.
Ранні християнські автори, такі як Лактанцій, посилалися на Евгемера з метою довести, що язичницькі боги нижчі за християнського Бога. Евгемеричних трактувань язичницької релігії дотримувалися Арнобій, Леон Пеллійський, Феодор Кіренський.
В Малали та Амартола описується, що язичницькі боги в дійсності були царями, князями та іншими історичними особами, яких по їх смерті почали шанувати як вищих істот. Саксон Граматик евгемерично пояснював віру германців в Одіна. Він вважав, що це був історичний діяч із Малої Азії, що походив від троянського царя Пріама.
Евгемеризм міститься в багатьох старослов'янських творах. У Іпатіївському літописі до тексту Малали зроблені доповнення. Наприклад, слов'янського бога Сварога пояснено як єгипетського царя «Феоста».
У XIX ст. евгемеризм почав критикуватися та модифікуватися, оскільки дослідження міфології та релігії показали — неможливо пояснити всіх їхніх персонажів як стародавніх правителів. Герберт Спенсер вбачав у них реальних, але давно померлих предків, тоді як опоненти (Едвін Гартленд, Арчибальд Чисголм, Ендрю Ленг) засуджували його за надмірно спрощене уявлення про розвиток вірувань, у якому не пояснюється звідки взялися герої чи чудовиська. З іншого боку, відкриття історичності Трої сприяло пошукам реальних подій, які могли б лежати в основі давніх міфів і герої стали частіше сприйматися як історичні постаті.